# Lapat
 Lapat  falu Horvátországban, Károlyváros megyében. Közigazgatásilag Plaškihoz tartozik.

## Fekvése
Károlyvárostól 49 km-re délnyugatra, Ogulintól 27 km-re délkeletre, községközpontjától 3 km-re délkeletre a Plaški-mezőn a 42-es főút mellett fekszik.

## Története
A 17. században betelepülő szerbek által alapított falu. 1857-ben 277, 1910-ben 362 lakosa volt. Trianonig Modrus-Fiume vármegye Ogulini járásához tartozott. A délszláv háború idején 1991 és 1995 között a Krajinai Szerb Köztársasághoz tartozott. A Vihar hadművelet során szerb lakosságának nagy része elmenekült, helyükre horvátok érkeztek. 2011-ben a falunak 218 lakosa volt.

## Lakosság
| Lakosság változása | Lakosság változása | Lakosság változása | Lakosság változása | Lakosság változása | Lakosság változása | Lakosság változása | Lakosság változása | Lakosság változása | Lakosság változása | Lakosság változása | Lakosság változása | Lakosság változása | Lakosság változása | Lakosság változása | Lakosság változása |
| ------------------ | ------------------ | ------------------ | ------------------ | ------------------ | ------------------ | ------------------ | ------------------ | ------------------ | ------------------ | ------------------ | ------------------ | ------------------ | ------------------ | ------------------ | ------------------ |
| 1857               | 1869               | 1880               | 1890               | 1900               | 1910               | 1921               | 1931               | 1948               | 1953               | 1961               | 1971               | 1981               | 1991               | 2001               | 2011               |
| 277                | 301                | 303                | 328                | 384                | 362                | 328                | 423                | 190                | 308                | 284                | 350                | 315                | 358                | 201                | 218                |